# 태어난 김에 세계일주 2
태어난 김에 세계일주 2는 문화방송의 여행 전문 예능 프로그램이다. 2023년 6월 11일부터 2023년 8월 13일까지 매주 일요일 밤 9시 10분에 방영중인 MBC의 예능 프로그램이자 태어난 김에 세계일주 시리즈의 2번째 작품이다. 프로그램의 요약으로는 "지금껏 보지 못한 새로운 스타일의 극사실주의 여행 예능 프로그램"이다. 약칭은 태계일주2이다.

## 기획의도
태어난 김에 떠나는 기안84의 세계일주! 이번엔 삶과 죽음이 공존하는 미지의 나라 기안84의 버킷리스트 '인도'로 떠난다. 태어난 김에 인도 가자!

## 방송 시간
| 방송 채널 | 방송 기간                         | 방송 시간                      | 비고 |
| --------- | --------------------------------- | ------------------------------ | ---- |
| MBC TV    | 2023년 6월 11일 ~ 2023년 8월 13일 | 매주 일요일 밤 9:10 ~ 밤 10:45 |      |

## 출연진
- 기안84
- 덱스
- 빠니보틀

### 스튜디오 MC
- 이승훈 (위너)
- 장도연
- 사이먼 도미닉

## 시청률
시청률은 닐슨코리아를 기준으로 한다.
| 회차 | 방송일          | AGB 시청률     |
| 회차 | 방송일          | 대한민국(전국) |
| ---- | --------------- | -------------- |
| 1회  | 2023년 6월 11일 | 4.7%           |
| 2회  | 6월 18일        | 5.8%           |
| 3회  | 6월 25일        | 5.4%           |
| 4회  | 7월 2일         | 5.5%           |
| 5회  | 7월 9일         | 5.7%           |
| 6회  | 7월 16일        | 6.1%           |
| 7회  | 7월 23일        | 5.7%           |
| 8회  | 7월 30일        | 5.7%           |
| 9회  | 8월 6일         | 5.9%           |
| 10회 | 8월 13일        | 5.4%           |

## 수상 목록
- 2024년 제60회 백상예술대상 TV 예능 부문 작품상 (태어난 김에 세계일주 2)

## 같이 보기
관련 항목
- 세계 일주

동일 소재 프로그램
- 걸어서 환장 속으로
- 배틀트립
- 어서와~ 한국은 처음이지?